# Seznam střevlíkovitých brouků v Česku
Seznam brouků čeledi Carabidae (střevlíkovití) vyskytujících se na území České republiky, uspořádaný podle podčeledí (koncovka -inae) a rodů (koncovka -ini).

## Cicindelinae
- Cicindela campestris – svižník polní
- Cicindela flexuosa  (nežije v ČR)
- Cicindela hybrida – svižník zvrhlý
- Cicindela maritima kirghisica
- Cicindela maritima maritima
- Cicindela sylvicola – svižník lesomil
- Cicindela sylvatica – svižník lesní
- Cylindera germanica – svižník německý
- Cylindera arenaria

## Brachininae
- Brachinus sclopeta
- Brachinus crepitans

## Omophroninae
- Omophron limbatum

## Carabinae
Carabini
- Calosoma inquisitor – krajník hnědý
- Calosoma sycophanta – krajník pižmový
- Calosoma auropunctatum – krajník zlatotečný
- Carabus arvensis – střevlík polní
- Carabus auratus – střevlík zlatitý
- Carabus auronitens – střevlík zlatolesklý
- Carabus cancellatus – střevlík měděný
- Carabus clatratus – střevlík mřížkovaný
- Carabus convexus – střevlík vypouklý
- Carabus coriaceus – střevlík kožitý
- Carabus glabratus – střevlík hladký
- Carabus granulatus – střevlík zrnitý
- Carabus hortensis – střevlík zahradní
- Carabus hungaricus – střevlík uherský
- Carabus intricatus – střevlík vrásčitý
- Carabus irregularis – střevlík nepravidelný
- Carabus linnaei – střevlík Linnéův
- Carabus menetriesi – střevlík Menetriesův
- Carabus nemoralis – střevlík hájní
- Carabus nitens – střevlík lesklý
- Carabus problematicus
- Carabus scheidleri – střevlík Scheidlerův
- Carabus sylvestris – střevlík lesní
- Carabus ulrichii – střevlík Ulrichův
- Carabus variolosus – střevlík hrbolatý
- Carabus violaceus – střevlík fialový

Cychrini
- Cychrus caraboides – úzkoštítník nosatý

Nebriini
- Leistus montanus
- Leistus rufomarginatus
- Leistus spinibarbis
- Leistus fulvibarbis
- Leistus ferrugineus
- Leistus terminatus
- Nebria livida
- Nebria brevicollis
- Nebria salina
- Nebria nivalis
- Nebria rufescens
- Eurynebria complanata
- Pelophila borealis

Notiophilini
- Notiophilus aesthuans
- Notiophilus aquaticus
- Notiophilus biguttatus
- Notiophilus germinyi
- Notiophilus palustris
- Notiophilus quadripunctatus
- Notiophilus rufipes
- Notiophilus substriatus

Elaphrini
- Blethisa multipunctata
- Elaphrus cupreus
- Elaphrus lapponicus
- Elaphrus uliginosus
- Elaphrus riparius

Loricerini
- Loricera pilicornis

Scaritini
- Clivina collaris
- Clivina fossor
- Dyschirius angustatus
- Dyschirius obscurus
- Dyschirius thoracicus
- Dyschirius aeneus
- Dyschirius extensus
- Dyschirius globosus
- Dyschirius impunctipennis
- Dyschirius luedersi
- Dyschirius nitidus
- Dyschirius politus
- Dyschirius salinus

Broscini
- Broscus cephalotes
- Miscodera arctica

Trechini
- Perileptus areolatus
- Aepus marinus
- Aepus robinii
- Trechus rivularis
- Trechus secalis
- Trechus fulvus
- Trechus obtusus
- Trechus quadristriatus
- Trechus rubens
- Trechus subnotatus
- Thalassophilus longicornis
- Blemus discus
- Trechoblemus micros

Bembidini
- Tachys bistriatus
- Tachys micros
- Tachys obtusiusculus
- Tachys scutellaris
- Elaphropus parvulus
- Elaphropus quadrisignatus
- Elaphropus walkerianus
- Porotachys bisulcatus
- Asaphidion curtum
- Asaphidion flavipes
- Asaphidion pallipes
- Asaphidion stierlini
- Ocys harpaloides
- Ocys quinquestriatus
- Cillenus lateralis
- Bractaeon argenteolum
- Bractaeon litorale
- Bembidion nigricorne
- Bembidion lampros
- Bembidion properans
- Bembidion punctulatum
- Bembidion pallidipenne
- Bembidion bipunctatum
- Bembidion dentellum
- Bembidion obliquum
- Bembidion semipunctatum
- Bembidion varium
- Bembidion ephippium
- Bembidion prasinum
- Bembidion virens
- Bembidion atrocaeruleum
- Bembidion caeruleum
- Bembidion geniculatum
- Bembidion tibiale
- Bembidion bruxellense
- Bembidion cruciatum
- Bembidion decorum
- Bembidion deletum
- Bembidion femoratum
- Bembidion fluviatile
- Bembidion lunatum
- Bembidion maritimum
- Bembidion monticola
- Bembidion saxatile
- Bembidion stephensii
- Bembidion testaceum
- Bembidion tetracolum
- Bembidion callosum
- Bembidion illigeri
- Bembidion stomoides
- Bembidion inustum
- Bembidion nigropiceum
- Bembidion gilvipes
- Bembidion schuppelii
- Bembidion assimile
- Bembidion clarkii
- Bembidion fumigatum
- Bembidion minimum
- Bembidion normannum
- Bembidion humerale
- Bembidion quadrimaculatum
- Bembidion quadripustulatum
- Bembidion doris
- Bembidion articulatum
- Bembidion octomaculatum
- Bembidion obtusum
- Bembidion aeneum
- Bembidion biguttatum
- Bembidion guttula
- Bembidion iricolor
- Bembidion lunulatum
- Bembidion mannerheimii

Pogonini
- Pogonus chalceus
- Pogonus littoralis
- Pogonus luridipennis

Patrobini
- Patrobus assimilis
- Patrobus atrorufus
- Patrobus septentrionis

Pterostichini
- Stomis pumicatus
- Poecilus kugelanni
- Poecilus lepidus
- Pterostichus cupreus
- Pterostichus versicolor
- Pterostichus cristatus
- Pterostichus aethiops
- Pterostichus madidus
- Pterostichus longicollis
- Pterostichus aterrimus
- Pterostichus macer
- Pterostichus niger
- Pterostichus adstrictus
- Pterostichus oblongopunctatus
- Pterostichus quadrifoveolatus
- Pterostichus melanarius
- Pterostichus anthracinus
- Pterostichus gracilis
- Pterostichus minor
- Pterostichus nigrita
- Pterostichus rhaeticus
- Pterostichus vernalis
- Pterostichus diligens
- Pterostichus strenuus
- Abax parallelepipedus
- Abax parallelus

Sphodrini
- Platyderus depressus
- Synuchus vivalis
- Calathus rotundicollis
- Calathus ambiguus
- Calathus cinctus
- Calathus erratus
- Calathus fuscipes
- Calathus melanocephalus
- Calathus micropterus
- Calathus mollis
- Sphodrus leucophthalmus
- Laemostenus complanatus
- Laemostenus terricola

Platynini
- Olisthopus rotundatus
- Oxypselaphus obscurus
- Paranchus albipes
- Batenus livens
- Platynus assimilis
- Anchomenus dorsalis – Střevlíček ošlejchový
- Sericoda quadripunctata
- Agonum fuliginosum
- Agonum gracile
- Agonum micans
- Agonum piceum
- Agonum scitulum
- Agonum thoreyi
- Agonum chalconotum
- Agonum emarginatum
- Agonum ericeti
- Agonum gracilipes
- Agonum lugens
- Agonum marginatum
- Agonum muelleri
- Agonum nigrum
- Agonum sexpunctatum
- Agonum versutum
- Agonum viduum

Zabrini
- Zabrus tenebrioides
- Amara plebeja
- Amara strenua
- Amara aenea
- Amara anthobia
- Amara communis
- Amara convexior
- Amara curta
- Amara eurynota
- Amara famelica
- Amara familiaris
- Amara lucida
- Amara lunicollis
- Amara montivaga
- Amara nitida
- Amara ovata
- Amara similata
- Amara spreta
- Amara tibialis
- Amara bifrons
- Amara cursitans
- Amara fusca
- Amara infima
- Amara praetermissa
- Amara quenseli
- Amara apricaria
- Amara consularis
- Amara fulva
- Amara equestris
- Curtonotus alpinus
- Curtonotus aulicus
- Curtonotus convexiusculus

Harpalini
- Harpalus calceatus
- Harpalus griseus
- Harpalus rufipes
- Harpalus affinis – Kvapník modrý
- Harpalus anxius
- Harpalus attenuatus
- Harpalus cupreus
- Harpalus dimidiatus
- Harpalus froelichii
- Harpalus honestus
- Harpalus laevipes
- Harpalus latus
- Harpalus neglectus
- Harpalus pumilus
- Harpalus rubripes
- Harpalus rufipalpis
- Harpalus serripes
- Harpalus servus
- Harpalus smaragdinus
- Harpalus tardus
- Harpalus melancholicus
- Harpalus tenebrosus
- Ophonus ardosiacus
- Ophonus azureus
- Ophonus sabulicola
- Ophonus stictus
- Ophonus cordatus
- Ophonus laticollis
- Ophonus melletii
- Ophonus parallelus
- Ophonus puncticeps
- Ophonus puncticollis
- Ophonus rufibarbis
- Ophonus rupicola
- Ophonus schaubergerianus
- Ophonus subsinuatus
- Anisodactylus binotatus
- Anisodactylus nemorivagus
- Anisodactylus poeciloides
- Diachromus germanus
- Scybalicus oblongiusculus
- Dicheirotrichus gustavii
- Dicheirotrichus obsoletus
- Trichocellus cognatus
- Trichocellus placidus
- Bradycellus caucasicus
- Bradycellus csikii
- Bradycellus distinctus
- Bradycellus harpalinus
- Bradycellus ruficollis
- Bradycellus sharpi
- Bradycellus verbasci
- Stenolophus comma
- Stenolophus mixtus
- Stenolophus skrimshiranus
- Stenolophus teutonus
- Acupalpus brunnipes
- Acupalpus dubius
- Acupalpus elegans
- Acupalpus exiguus
- Acupalpus flavicollis
- Acupalpus maculatus
- Acupalpus meridianus
- Acupalpus parvulus
- Anthracus consputus

Chlaeniini
- Chlaenius nigricornis
- Chlaenius nitidulus
- Chlaenius tristis
- Chlaenius vestitus
- Callistus lunatus

Oodini
- Oodes helopioides

Licinini
- Licinus depressus
- Licinus punctatulus
- Badister bullatus
- Badister meridionalis
- Badister unipustulatus
- Badister sodalis
- Badister collaris
- Badister dilatatus
- Badister peltatus

Panagaeini
- Panagaeus bipustulatus
- Panagaeus cruxmajor

Perigonini
- Perigona nigriceps

Masoreini
- Masoreus wetterhallii

Lebiini
- Lebia chlorocephala
- Lebia cyanocephala
- Lebia cruxminor
- Lebia marginata
- Lebia scapularis
- Demetrias imperialis
- Demetrias atricapillus
- Demetrias monostigma
- Cymindis axillaris
- Cymindis macularis
- Cymindis vaporariorum
- Paradromius linearis
- Paradromius longiceps
- Dromius agilis
- Dromius angustus
- Dromius meridionalis
- Dromius quadrimaculatus
- Calodromius spilotus
- Philorhizus melanocephalus
- Philorhizus notatus
- Philorhizus quadrisignatus
- Philorhizus sigma
- Philorhizus vectensis
- Microlestes maurus
- Microlestes minutulus
- Lionychus quadrillum
- Syntomus foveatus
- Syntomus obscuroguttatus
- Syntomus truncatellus

Odacanthini
- Odacantha melanura

Dryptini
- Drypta dentata

Zuphiini
- Polistichus connexus